# Raid sur Zeebruges
Première Guerre mondiale
Batailles
- Blocus allié de l'Allemagne
- Odensholm (08-1914)
- 1re Heligoland (08-1914)
- Action du 22 septembre 1914
- Falklands (12-1914)
- Dogger Bank (01-1915)
- Gotland (07-1915)
- Golfe de Riga (08-1915)
- Yarmouth et Lowestoft (04-1916)
- Jutland (05-1916)
- Funchal (12-1916)
- Combat entre le Leopard et le HMS Achilles
- Pas-de-Calais (04-1917)
- Combat entre le HMAS Sydney et le LZ92
- Détroit de Muhu (10-1917)
- 2e Heligoland (11-1917)
- Croisière de glace (02/03-1918)
- Zeebruges (04-1918)
- 1er Ostende (04-1918)
- 2e Ostende (05-1918)
- Sabordage allemand à Scapa Flow (06-1919)

Bataille de la mer Noire
- 12 octobre 1914
- Odessa (10-1914)
- Novorossiisk
- Feodosia
- Cap Sarytch
- île Kirpen (1re)
- île Kirpen (2e)

Front d'Europe de l'Ouest
Front italien
Front d'Europe de l'Est
Front des Balkans
Front africain
Front du Moyen-Orient
Le raid sur Zeebruges (en anglais : Zeebrugge Raid), est une opération secrètement préparée durant plusieurs mois, qui eut lieu le 23 avril 1918. Cette attaque-éclair fut une tentative partiellement réussie (mais avec des pertes importantes), de la part de la Royal Navy britannique et des Royal Marines de neutraliser le port belge de Zeebruges alors qu'il était sous contrôle allemand.

## L'opération et son contexte

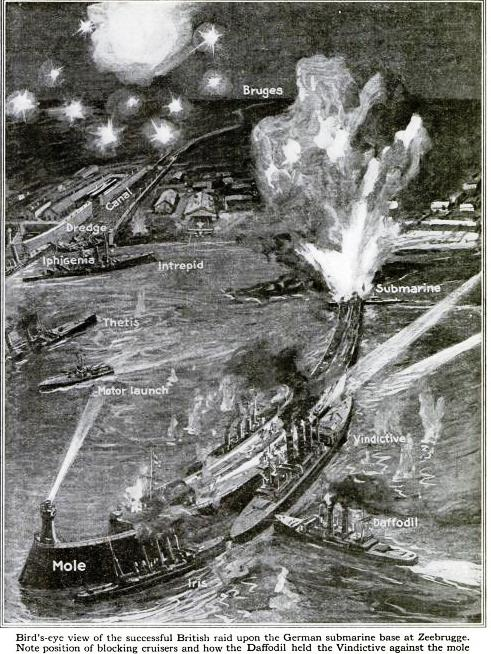
Illustration du raid sur Zeebruges, dans le magazine Popular Science de juillet 1918

Ce port était capital pour la marine impériale allemande qui l'utilisait comme base pour ses U-boote et les petits navires, ce qui représentait une sérieuse menace pour tous les navires alliés, spécialement dans la Manche et le pas de Calais.
Un raid sur Zeebruges avait d'abord été proposé en 1917 par Sir John Jellicoe, mais sans recevoir l'approbation du vice-amiral Sir Roger John Brownlow Keyes qui a préféré planifier un blocus du port, lequel sera contourné par les U-boote qui se montreront capables de passer de nuit au-dessus des filets tendus par les Alliés.
Un raid a finalement été formellement approuvé par l'amirauté britannique en février 1918 et lancé deux mois plus tard.
Cette opération, dont le nom de code était « opération Zo » (Zo pour Zeebruges - Ostende), était une attaque-éclair visant à bloquer l'accès depuis et vers le port, en coulant délibérément des navires chargés de béton de manière qu'ils bloquent l'entrée du canal, empêchant ainsi son utilisation par les navires et sous-marins allemands.

## Préparation
Les croiseurs destinés à bloquer le port ont été préparés, y compris le HMS Vindictive, à Chatham, où cette opération a mobilisé plus de 2 000 travailleurs pour renforcer les navires et les débarrasser de ce qui était inutile dont leurs mâts. L'Iris, le Daffodil et le sous-marin ont été préparés et équipés à Portsmouth.
La flotte assaillante s'est donné rendez-vous à Swin Deep à environ 8 miles au sud de Clacton. Presque aucun des participants n'était alors au courant de sa mission.
La première occasion manquée s'est déroulée le 2 avril 1918 avec une première tentative entamée par un raid aérien de la 65e escadre de Dunkerque. Mais le succès du raid maritime dépendait des écrans de fumée destinés à cacher l'arrivée de la flotte britannique, et la direction du vent étant défavorable, l'attaque a été annulée. Soixante-sept navires de toutes tailles, certains avec leurs feux déjà éteints, ont dû faire un virage serré à l'Ouest et retourner à leur base.

## Déroulement de l'opération
Le 23 avril 1918, les Britanniques lancent un assaut surprise, par la mer, en réponse aux attaques de sous-marins et de destroyers allemands opérant dans la Manche d'Ostende à Zeebruges.
L'opération a été élaborée par le vice admiral sir Roger Keyes dont le plan était de couler trois vieux bateaux à l'entrée des canaux qu'empruntent les navires ennemis pour gagner la haute mer. Ces trois navires sacrifiés sont un navire de guerre et deux ferries qui opéraient antérieurement sur le fleuve Mersey.
Dans une opération engageant 75 navires et 200 soldats d'infanterie de marine volontaires, les Britanniques concentrent leurs forces sur Zeebruges.
Le raid a commencé par une attaque de diversion contre le môle de Zeebruges long d'environ un mille marin. Cette attaque était dirigée par le vieux croiseur protégé lancé en 1897, HMS Vindictive.
Le Vindictive devait débarquer 200 Royal Marines à l'entrée du canal de Bruges, mais au moment d'accoster le vent a tourné et il n'a plus été possible d'utiliser un écran de fumée pour cacher ce débarquement. Les Marines, qui devaient détruire les positions de canons allemands, tombent sous un feu nourri et subissent de lourdes pertes. Le Vindictive, repéré par les canons allemands, est forcé d'accoster au mauvais endroit, entraînant la perte du soutien des canons lourds des Marines.
Un petit groupe, commandé par le lieutenant Richard Sandford (en), amène le vieux sous-marin HMS C3 de la classe C rempli d'explosifs sous la passerelle qui relie le môle à la terre ferme, et fait sauter le sous-marin. Comme prévu, cette explosion isole le môle de la terre ferme (Sandford recevra la croix de Victoria pour cette action).
Lors de l'opération, trois vaisseaux, le Thetis, l'Intrepid et l'Iphigenia, s'introduisent dans le port intérieur de Zeebruges, afin de bloquer le canal, mais le plan ne se déroule pas comme prévu. L'échec de l'attaque du môle permet aux Allemands d'utiliser leurs canons lourds sur les trois navires alourdis parce que remplis de béton.
Le Thétis est prématurément sabordé par son équipage, avant l'entrée du canal, après avoir heurté un obstacle, mais les deux autres navires (l'Intrepid et l'Iphigenia) sont coulés au point le plus étroit du canal. Ils ne sont cependant pas dans la bonne position, et ne gêneront véritablement le trafic que durant quelques jours. Les Allemands ont pu en effet dans ce délai enlever deux piliers de la rive ouest du canal, et élargir le canal dans la vase devant la poupe des deux navires coulés. Ceci leur a suffi pour rétablir le trafic des sous-marins, au moins à marée haute.
Cette opération a nécessité :
- de trouver et préparer dans le secret environ 200 marins volontaires ;
- la production d'un immense mur de fumée ;
- la destruction de l'accès à la jetée, ce qui fut fait par un sous-marin conduit par 6 volontaires qui l'ont placé sous les superstructures de l'accès au môle, avant de le faire exploser.

Le contre-torpilleur français Bouclier a participé à l'opération, et participera aussi à un raid sur Ostende le 10 mai 1918.

## Suites
La propagande alliée a présenté ce raid comme une des clés de la victoire britannique, mais sur les 1 700 hommes impliqués dans l'opération, 300 hommes ont été blessés et plus de 200 ont été tués. Parmi les tués figurait le Wing Commander Frank Arthur Brock (en), l'homme qui a conçu et commandé l'opération « écran de fumée ».
Certaines des victimes ont été inhumées en Angleterre, soit parce qu'ils sont morts de leurs blessures lors du retour ou après celui-ci, soit parce que leurs camarades avaient retrouvé leurs corps avec l'intention de rapatrier leurs dépouilles.

Deux sont enterrés au Hamilton Road Cemetery (Deal, Kent), les autres étant enterrés dans le cimetière principal de Douvres.
Une autre attaque de ce type, moins importante, à Ostende remportera moins de succès, les navires allemands restant en mesure de prendre la mer.
Un nouveau raid sur Zeebruges, le 9 mai échouera également.

## Documents d'illustration

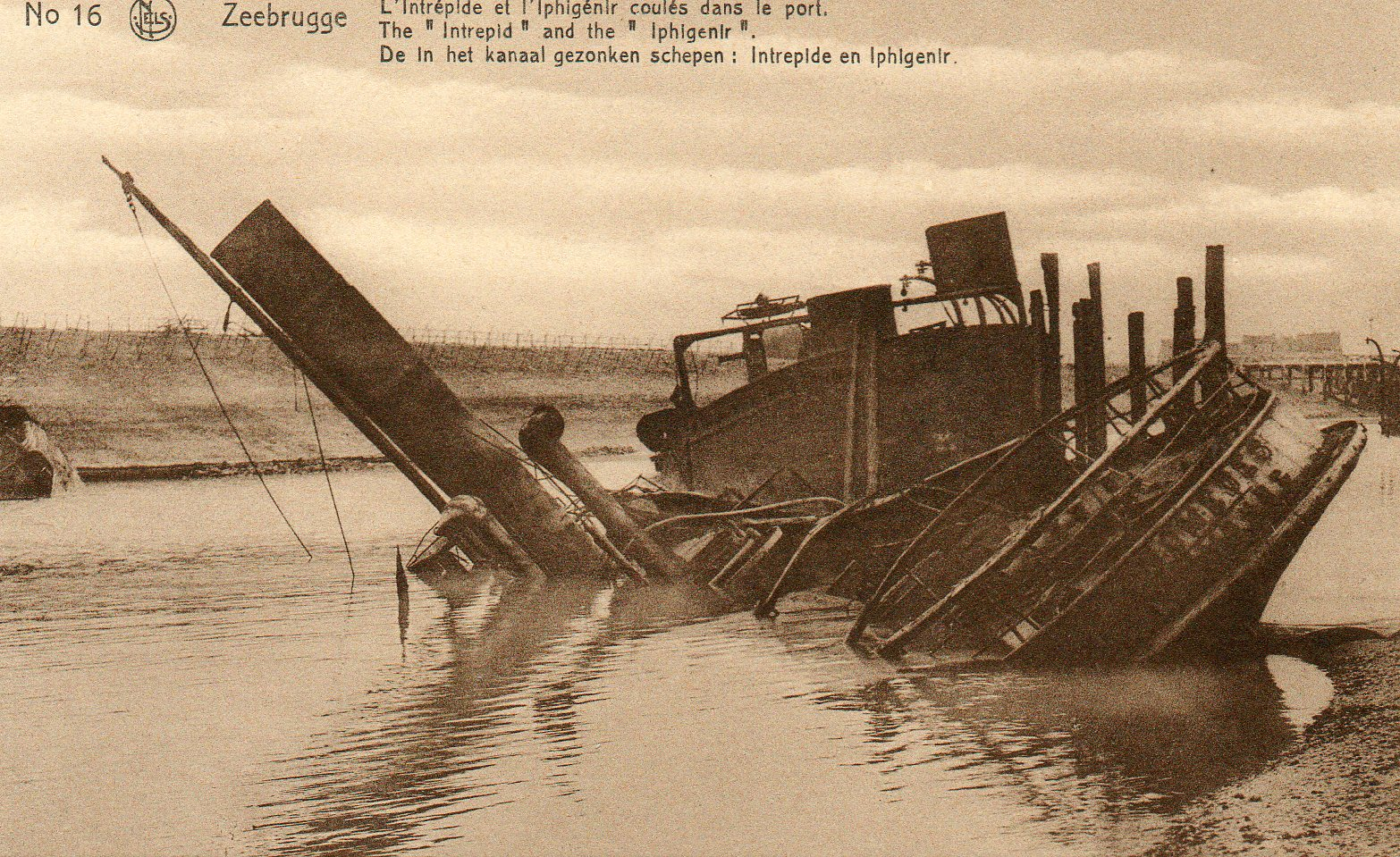
Tug Diomedes coulés pour bloquer l'entrée du canal.
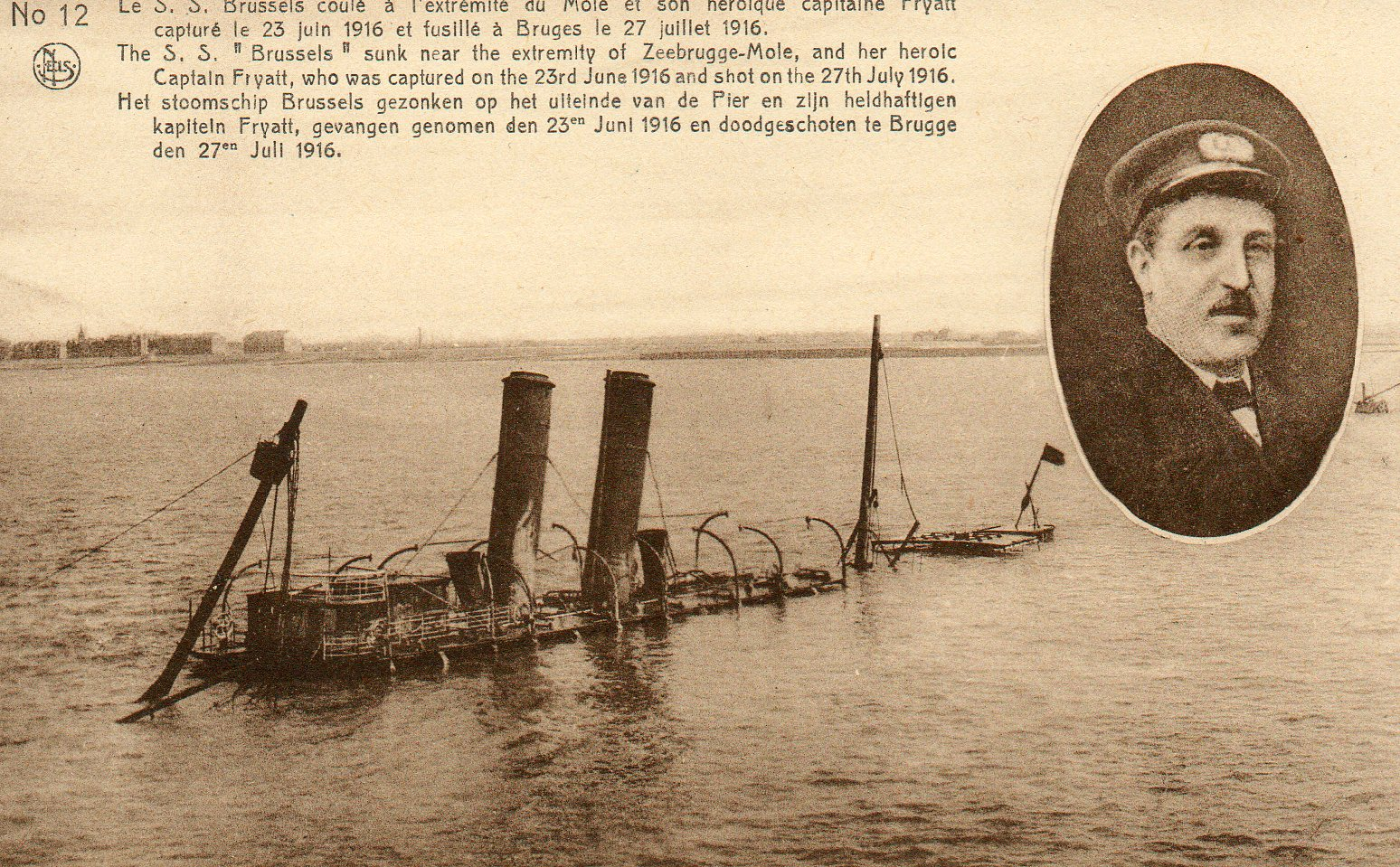
SS Brussels utilisé lors du raid et coulé par les Allemands en octobre 1918
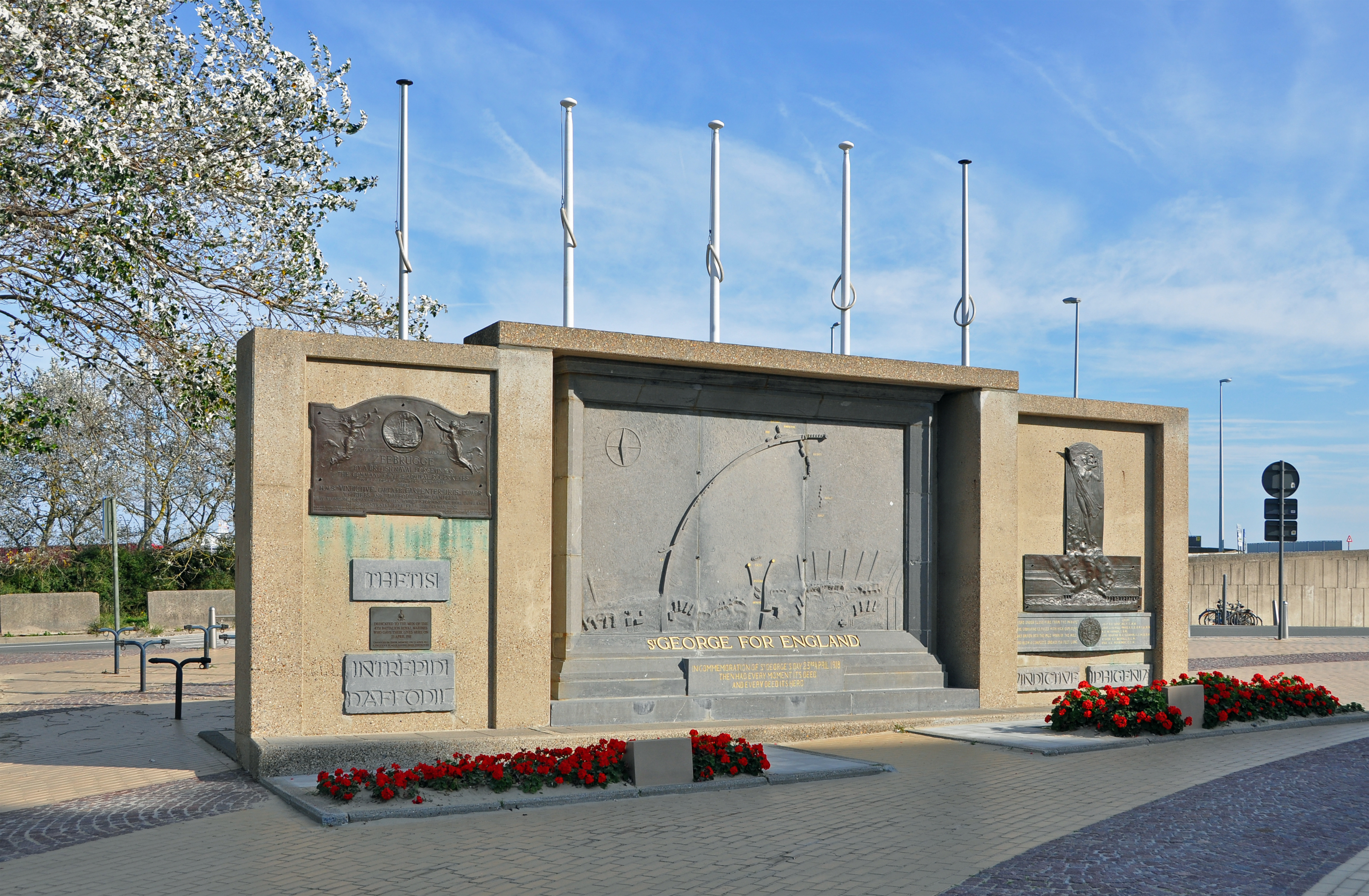
Monument commémoratif sur la digue à Zeebruges
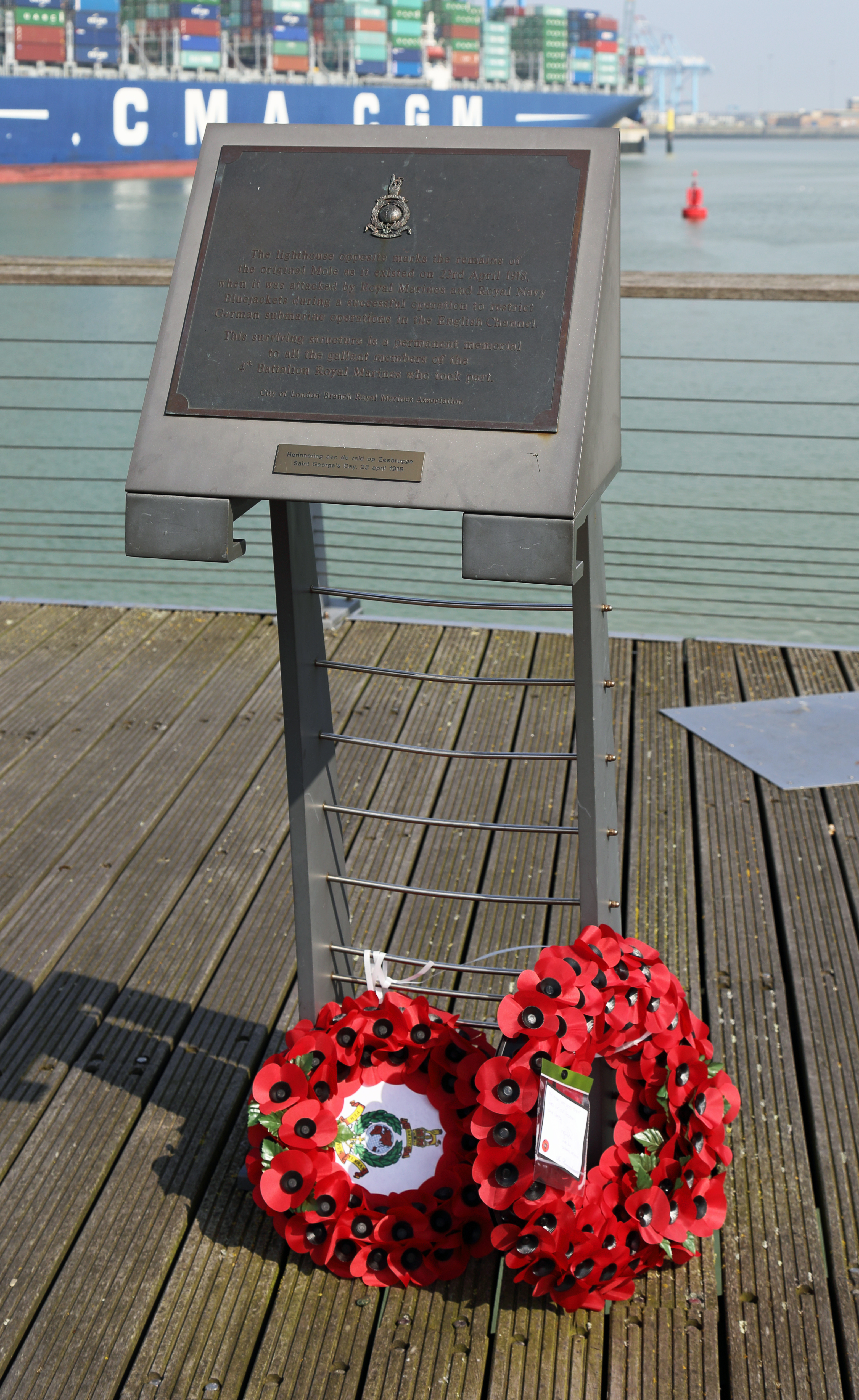
Plaque commémorative en anglais dans le port de Zeebruges
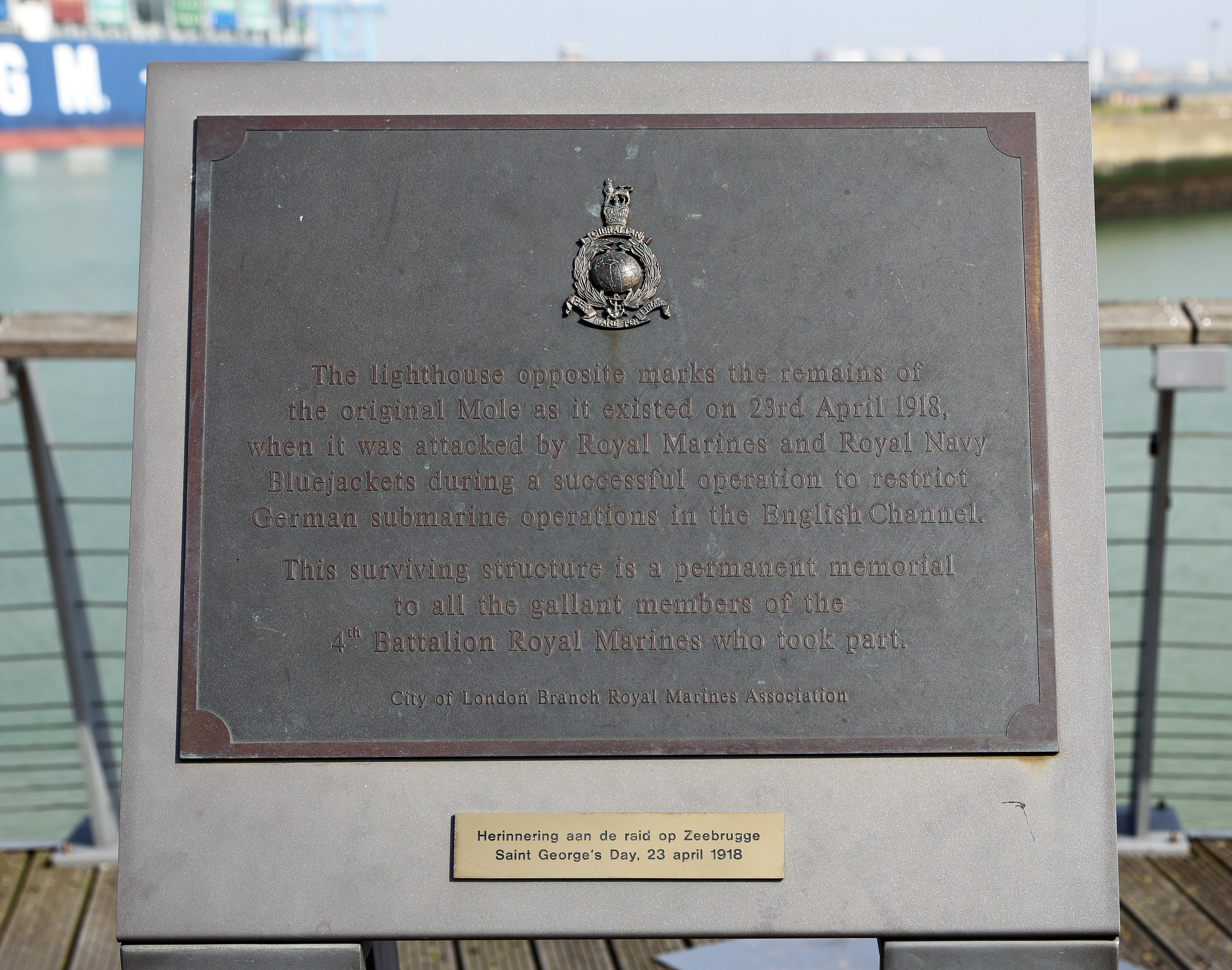
Plaque commémorative en anglais dans le port de Zeebruges : détail